# لوبي مانزوكي
سيزار لوبي مانزوكي هو لاعب كرة قدم أفريقي أوسطي-كونغولي ديمقراطي محترف، من مواليد 12 أكتوبر 1996، لعب سابقاً في نادي حتا و يمثل منتخب جمهورية إفريقيا الوسطى لكرة القدم و مثل سابقاً منتخب الكونغو الديمقراطية في عام 2016.

## روابط خارجية
- لوبي مانزوكي على موقع قاعدة بيانات كرة القدم.إي يو (الإنجليزية)
- لوبي مانزوكي على موقع ناشيونال فوتبول تيمز (الإنجليزية)
- لوبي مانزوكي على موقع Soccerway.com (الإنجليزية)
- لوبي مانزوكي على موقع عالم كرة القدم.نت (الإنجليزية)